# 珍·康萍
伊莉莎白·珍·康萍女爵士，DNZM（英語：Dame Elizabeth Jane Campion，1954年4月30日—），新西蘭電影導演、製片與劇作家，國際上最成功的新西蘭導演之一。
她最有名的作品為《鋼琴師和她的情人》，1993年上映，獲得法國坎城影展金棕櫚獎、奧斯卡最佳女主角、最佳女配角及最佳原創劇本獎，是坎城影展第一位獲得金棕櫚獎的女性導演，此片亦令她成為奧斯卡影史上，第二位獲提名最佳導演獎的女性導演。2021年以《犬之力》获得第78届威尼斯电影节最佳导演银狮奖及第94屆奧斯卡金像獎最佳導演獎。

## 生平
珍·康萍出生於戲劇世家，父親李察‧康萍是舞台劇、歌劇導演，母親依蒂絲·康萍則為演員、作家，雙親於1953年創立了紐西蘭玩家劇團（New Zealand Players theatre group），在紐西蘭巡迴作非主流藝術演出。1954年4月30日出生於紐西蘭威靈頓，是家中的第二個女兒，姊姊長她一歲半，弟弟則在七年後出生。
康萍拒絕了在劇場的工作、也不想成為演員，她在1975年於威靈頓維多利亞大學取得人類學文學學士學位，接著申請了切爾西藝術與設計學院，前往歐洲遊學，最後在1981年，於澳洲雪梨大學的藝術學院，取得繪畫的視覺藝術深造文憑。在藝術學校學習的過程中，珍‧康萍自述深受超現實主義畫派的畫家芙烈達·卡蘿與约瑟夫·博伊斯的影響。因為無法滿足於畫技的限制，珍‧康萍在1980年嘗試拍攝了她的第一部短片《Tissues》，1981年於澳洲影視與廣播學校就讀並拍攝了更多短片，畢業於1984年。
在澳洲影視與廣播學校就讀時期所拍攝的《果皮》（1982）即拿下第39屆坎城影展的短片金棕櫚獎，是該獎項的首位獲獎女導演。她接下來的其他短片也獲得好評，於第26屆澳洲電影學院獎中，以《無情時刻》（1983）拿下最佳實驗電影，並以《一個女孩的故事》（1984）獲得非劇情片最佳導演成就與最佳劇本，共斬獲三個獎項。
於澳洲影視與廣播學校畢業後，執導了澳洲廣播公司（ABC）的迷你劇《舞癡目眩》（1986）中的第5集，開啟了她製作第一部電視電影《兩個朋友》（1987）的機會，並且獲得第29屆澳洲電影學院獎最佳電視電影。
《甜妹妹》（1989）是珍‧康萍導演並參與劇本寫作的個人長片處女作，除了依舊獲得澳洲電影學院獎賞識外，也獲得了獨立精神獎最佳外語片獎、洛杉磯影評人協會新世代獎等獎項。接著她又執導了根據紐西蘭詩人珍妮特·福瑞姆的自傳所改編的電影《天使與我同桌》（1990），獲得第47屆威尼斯影展銀獅獎等七項獎座，以及第15屆多倫多國際影展最佳影評人獎。
《鋼琴師和她的情人》（1993）拿下第46屆坎城影展金棕櫚獎，奠定了珍‧康萍的國際評價與地位，讓她成為了世界上屈指可數的頂尖女性導演，同時拿下第66屆奧斯卡金像獎最佳原創劇本，第35屆澳洲電影學院獎最佳電影、最佳導演與最佳原創劇本，以及美國編劇工會最佳原創劇本等獎項。在當時66屆的奧斯卡歷史中，她是第二位被提名最佳導演獎的女性導演。
康萍接下來的作品則有兩極化的評論，如《妮可·基嫚之風情萬種》（1996），改編自英美文學作家亨利·詹姆斯的小說《貴婦畫像》，內容講的是女性的困境，由妮可·基嫚、約翰·馬克維奇、維果·莫天森等主演。《凶線第六感》（2003）由美國甜心梅格·瑞安主演，挑戰不同於過去的螢幕形象，突破她從影以來的最大尺度。《璀璨情詩》（2009）以英國詩人濟慈和他的謬思女神芬妮布朗之間的故事改編，也在坎城影展入圍主競賽單元，於2009年5月15日首映。
康萍分別於2013年與2014擔任坎城影展短片與主要競賽片評審團主席，2014年當《親愛媽咪》（2014）拿下評審團大獎時，導演札維耶·多藍提到珍‧康萍的《鋼琴師和她的情人》：「讓我想要寫女性角色，美麗的女人，擁有靈魂，也有意志與力量，而不是受害者，或只是被動的物品。」而珍‧康萍在頒獎現場則起身給予札維耶多藍一個溫暖的擁抱。

## 評價
雖然康萍的作品大多圍繞在性別政治主題，例如誘惑與女性的力量等。有些人會給珍‧康萍「女性主義者」的封號。但是，評論家Rebecca Flint Marx則反駁：「這並不是精確的描述，女性主義者的這個標籤，無法完全捕捉她所塑造的人物面臨的困境，也不等同於她作品的深度。」

## 影视作品

### 导演
- Tissues (1980)
- Mishaps: Seduction and Conquest (Released as Mishaps of Seduction and Conquest; 1981)
- Peel: An Exercise in Discipline (1982)
- Passionless Moments (1983)
- A Girl's Own Story (1984)
- After Hours (1984)
- Dancing Daze-television series episode (1985)
- Two Friends (1985)
- Sweetie (1989)
- An Angel at My Table (1990)
- 《鋼琴別戀》/The Piano (1993)
- 《妮可·基嫚之風情萬種》/The Portrait of a Lady (1996)
- Holy Smoke! (1999)
- In the Cut (2003)
- The Water Diary - segment of the feature film 8 (2006)
- 《璀璨情詩》/Bright Star (2009)
- Top of the Lake (2013)[2]
- 《犬山記》/The Power of the Dog (2021)

### 制片
- Soft Fruit (2000)
- Abduction: The Megumi Yokota Story (2006)

## 外部連結
- 珍·康萍在互联网电影资料库（IMDb）上的資料（英文）
- 珍·康萍在豆瓣上的资料（简体中文）